# Rachel Veltri
Rachel Veltri est une actrice américaine née le 26 février 1978 à Chicago, Illinois.

## Biographie
Rachel est native de Chicago. Elle a débuté dans une émission de télé réalité sur la NBC : For Love or Money, où elle a refusé un million de dollars[réf. nécessaire]. Durant l’émission de télé réalité, la personnalité de Rachel a attiré l'attention des téléspectateurs et lui a valu un statut de célébrité.
Rachel apparaît dans le film American Pie : No limit !, le quatrième film de la série, sorti en décembre 2005. Rachel joue Dani, une jeune fille qui travaille comme monitrice dans un camp. Elle apparaîtra également dans le numéro de décembre 2005 du magazine Playboy dans lequel elle pose nue et fait la promotion de la sortie du film.

## Filmographie
- 2004 : For Love or Money (émission de télévision) - elle-même
- 2005 : American Pie : No limit ! - Dani
- 2005 : Pray for Morning - Bunny
- 2006 : Trapped Ashes - Phoebe